# Edward S. Morse
Edward Sylvester Morse (Portland, Maine, 18 de junho de 1838 — Salem, Massachusetts, 20 de dezembro de 1925) foi um zoólogo, arqueólogo e orientalista estadunidense, que trabalhou na Universidade de Tóquio, no Japão, durante a Era Meiji. É considerado o "Pai da arqueologia japonesa".

## Vida
Os pais de Morse eram Jonathan Kimball Morse, um pregador congregacionalista, e sua esposa, Jane Seymour Beckett, de Cape Elizabeth. Edward não teve muito sucesso na escola, mas teve sucesso como colecionador de caramujos e mexilhões e descobriu duas novas espécies quando adolescente. Seu trabalho principal era como desenhista técnico. Por causa de sua reputação como um coletor e suas habilidades de desenho, ele tornou-se assistente de Louis Agassiz no Museu de Zoologia Comparada na Universidade de Harvard. Lá ele era responsável pela coleta de Moluscos e braquiópodes. Em 1863 fundou a revista The American Journalist com outros alunos de Agassiz e tornou-se um dos editores. Em 1864 publicou um livro sobre os moluscos terrestres do Maine e em 1870 um sobre os braquiópodes, que contou entre os vermes. A partir de 1871 ele foi professor de anatomia comparada e zoologia no Bowdoin College e, a partir de 1874, professor em Harvard.
Em 1877, ele visitou o Japão pela primeira vez para coletar braquiópodes. Ele ficou três anos depois de receber a oferta de professor de zoologia na Universidade Imperial de Tóquio. Isso foi graças à abertura do Japão no período Meiji. Ele também colecionou e estudou cerâmica japonesa (o termo tempo de Jōmon voltou a ele depois) e reconheceu a importância das pilhas de moluscos para a arqueologia japonesa. Como zoólogo, ele fundou um laboratório de biologia marinha em Enoshim. Em 1885, ele publicou um livro sobre decoração de casas japonesas ( Japanese Homes and their Surroundings, New York: Harper). Ele voltou ao Japão várias vezes na década de 1880 e também visitou o sudeste da Ásia e a Europa.
Em 1890 ele se tornou curador de cerâmica no Museu de Belas Artes de Boston e de 1880 a 1914 também foi diretor do Museu Peabody de Arqueologia e Etnologia em Salem. Em 1914 tornou-se diretor do Museu de Belas Artes e em 1915 do Museu Peabody.
Como amigo do astrônomo Percival Lowell, ele visitou seu observatório em Flagstaff várias vezes e publicou o livro Marte e seus Mistérios em 1906 para defender as teses de Lowell sobre a vida em Marte.
Em 1869 foi eleito para a Academia de Artes e Ciências dos Estados Unidos. Em 1876 ele se tornou um membro da Academia Nacional de Ciências. Em 1883 ele se tornou vice-presidente e de 1886 a 1898 presidente da Associação Americana para o Avanço da Ciência. Em 1898 ele recebeu a Ordem Japonesa do Sol Nascente de 3ª Classe e em 1922 a Ordem do Tesouro Sagrado de 2ª Classe.
Edward Ellen casou-se com Elizabeth Owen (1837-1911) em 18 de junho de 1863. O casal teve dois filhos que saíram, Edith e John Gould.
Sua coleção de cerâmicas japonesas está no Museu de Belas Artes de Boston, a coleção de objetos do cotidiano japonês no Museu Peabody. Ele doou um grande número de seus livros para a Universidade de Tóquio - eles queimaram lá no grande terremoto de 1923.

### Japão
- Foto 12 do Catálogo da Coleção Morse de Cerâmica Japonesa
- Casa em Tokio. De casas japonesas e arredores
- Telhado em Xangai. De formas mais antigas de telhas de terracota
- Latrina de Singapura. Das Latrinas do Leste
- Barco de pesca japonês. Do Japão, dia a dia, volume 1

## Lei de Morse
Em 1872, Morse notou que mamíferos e répteis com dedos reduzidos os perdiam começando pelos lados: polegar o primeiro e mínimo o segundo. Pesquisadores posteriores revelaram que este é um padrão geral em tetrápodes (exceto Theropoda e Urodela): os dígitos são reduzidos na ordem I → V → II → III → IV, a ordem inversa de seu aparecimento na embriogênese. Essa tendência é conhecida como Lei de Morse.

## Publicações
- 1875 First Book of Zoölogy New York: D. Appleton and Company, 1, 3, and 5 Bond Street.
- 1885 Ancient and Modern Methods of Arrow Release (History of Archery Series) Reprint ISBN 1473329175
- 1886 First Book of Zoölogy Second Edition, New York: D. Appleton and Company, 1, 3, and 5 Bond Street
- 1886 Japanese Homes and Their Surroundings. New York: Harper. OCLC 3050569; reprint of 1885 edition
- 1888 Japanese Homes and Their Surroundings. Boston: Ticknor and Fields. OCLC 20970574
- 1901 Catalogue of the Morse collection of Japanese pottery. Cambridge, Printed at the Riverside Press.
- 1902 Glimpses of China and Chinese Homes. Boston: Little Brown. OCLC 1116550
- 1906 Mars and its Mystery
- 1917 Japan Day by Day, 1877, 1878-79, 1882-83. Boston: Houghton Mifflin Company. OCLC 412843
  - 1917 Japan Day by Day, Vol. I.
  - 1917 Japan Day by Day, Vol. II.
- 1922 Additional Notes on Arrow Release (History of Archery Series) Reprint ISBN 1473329167